# 博伊尔斯顿街

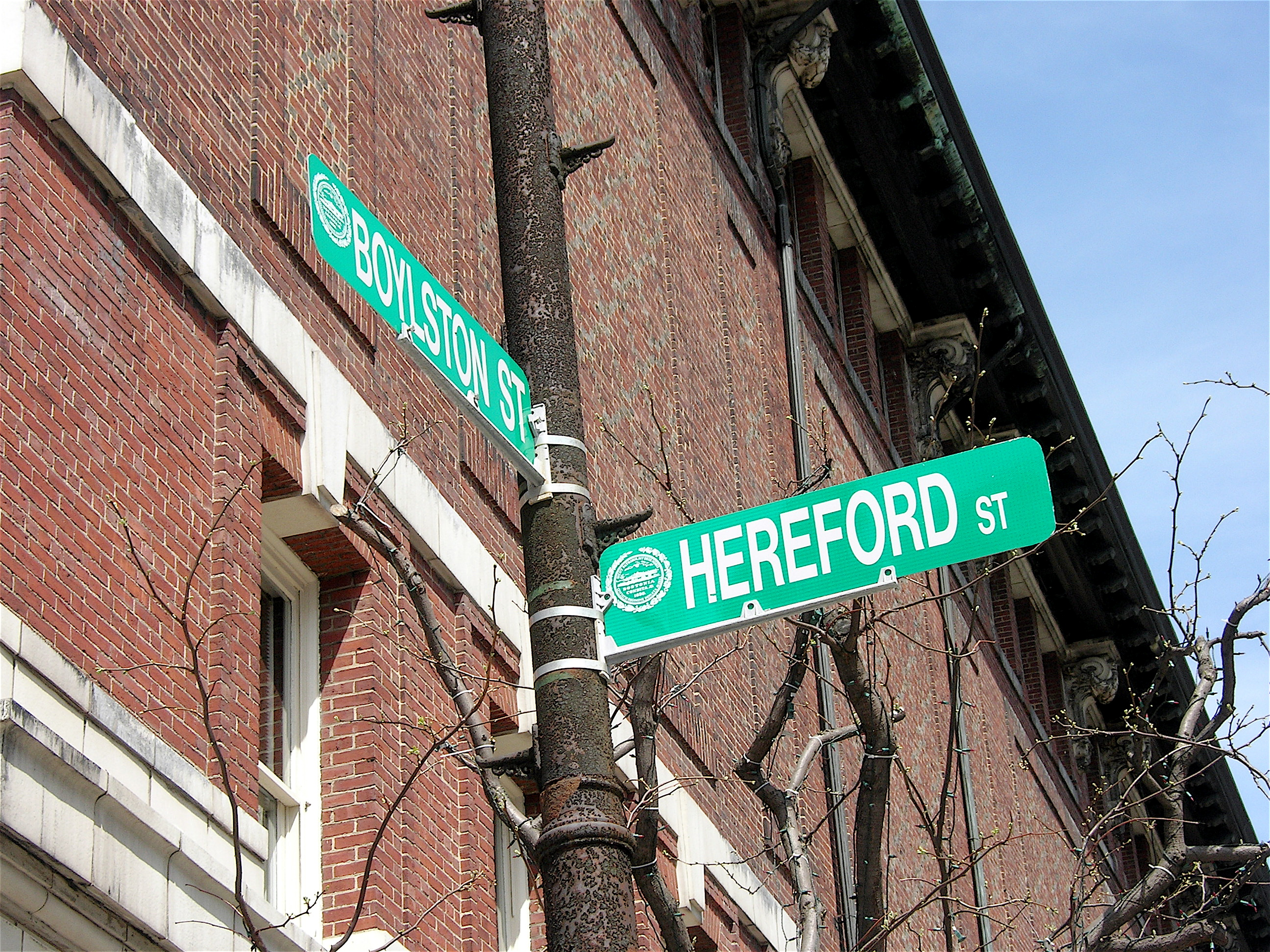
博伊尔斯顿街和赫里福德街街道路牌

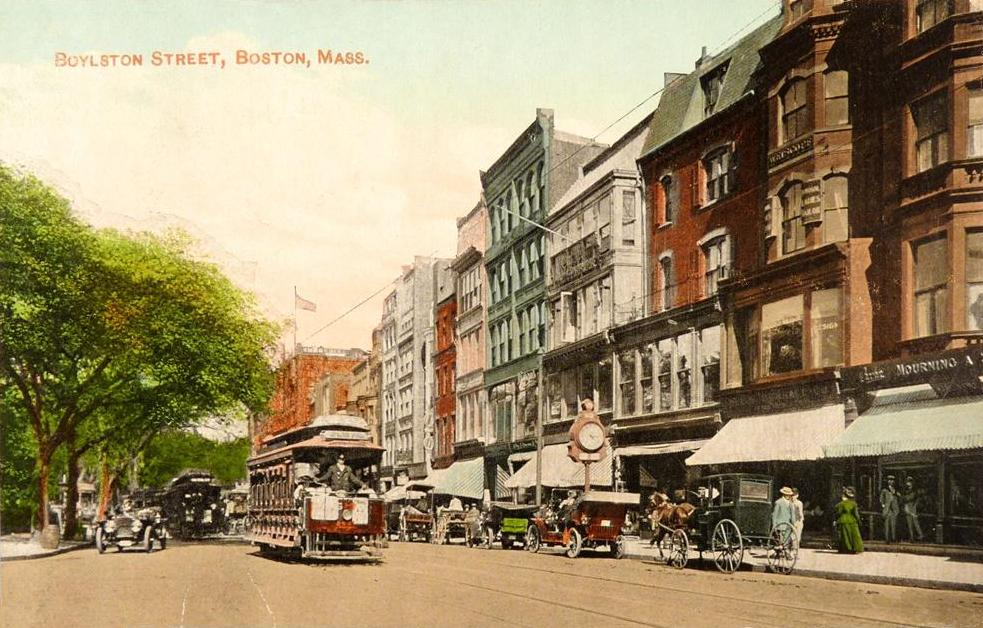
1911年的博伊尔斯顿街

42°20′55″N 71°04′58″W / 42.3486464°N 71.0827003°W
博伊尔斯顿街（英語：Boylston Street）位于麻薩諸塞州波士顿市中心，是一条东西方向的城市主干道。道路西起波士顿芬威社区，穿过后湾区，终点在波士顿市中心。博伊尔斯顿街是波士顿公共花园和波士顿公园的公园南边界。

## 名字起源
1722早期，博伊尔斯顿街仅仅是波士顿市郊的一条短路，当时叫做蛙泳道(或)。后来以哈佛大学资助人，慈善家瓦德·尼古拉斯·博伊尔斯顿命名。博伊尔斯顿是扎布迪尔·博伊尔斯顿的后代，出生于波士顿并在此度过他的大部分岁月博伊尔斯顿市场及博伊尔斯顿市同样以他名字命名以纪念他。

### 地标建筑

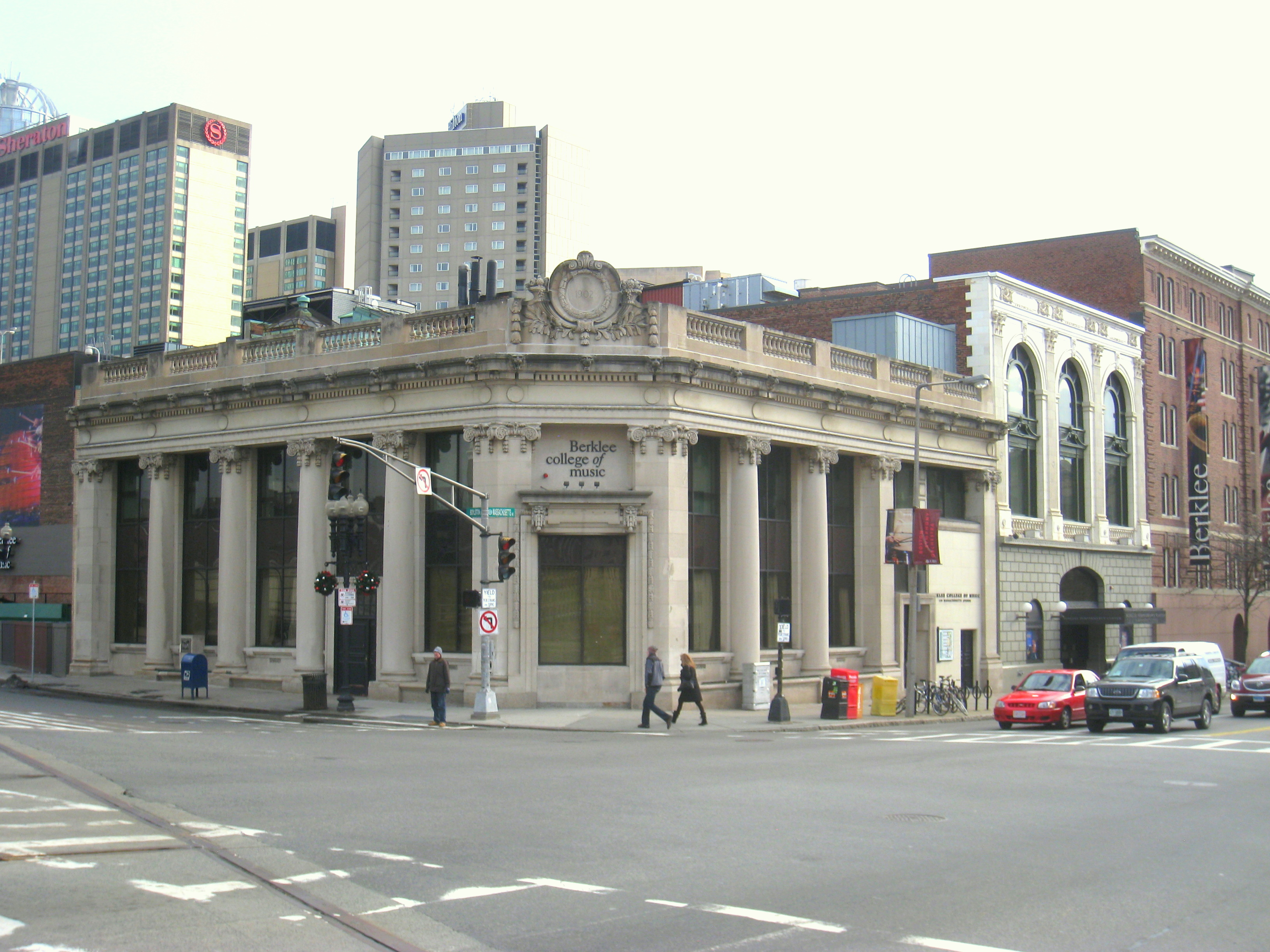
伯克利音樂學院位于博伊尔斯顿街与马萨诸塞州大道路口

- 博伊尔斯顿街500号（英语：500 Boylston Street） - 后现代的办公大楼
- 博伊尔斯顿街941号至955号（英语：941–955 Boylston Street） - 曾经是消防局，后来改为波士顿当代艺术学院（英语：Institute of Contemporary Art, Boston），如今是波士頓建築學院的一部分
- 后湾沼泽
- 伯克利音樂學院
- 波士顿公园
- 波士顿公共花园
- 波士顿公共图书馆
- 科普利广场
- 爱默生学院
- 海因斯会议中心
- 马萨诸塞州历史学会（英语：Massachusetts Historical Society） - 博伊尔斯顿街1154号[7]
- 老南教堂
- 圣克莱门特圣体神社（英语：Saint Clement's Eucharistic Shrine）
- 圣弗朗西斯宫（英语：Saint Francis House (Boston)） - 曾经的波士顿爱迪生电照明公司（英语：Boston Edison Electric Illuminating Company）大楼
- 斯坦纳特大厅（英语：Steinert Hall, Boston）
- 三一堂 (波士顿)

### 交通
波士顿轻轨绿线沿着博伊尔斯顿街行驶，在街上设有博伊尔斯顿站、阿灵顿站、科普利站和海因斯会议中心站。